# Zweitmandat
Zweitmandate waren eine Besonderheit des Wahlsystems zum Landtag von Baden-Württemberg.
Das bis 2022 gültige Wahlsystem sah keine Reservelisten auf Landes- oder Bezirksebene vor. Stattdessen wurden Sitze für Parteien, die ihren Mandatsanspruch nicht vollständig über Mandate in gewonnenen Wahlkreisen (in Baden-Württemberg als Erstmandate bezeichnet) abdecken können, an ihre unterlegenen Wahlkreisbewerber verteilt. Die Zuteilung erfolgt auf der Ebene der Regierungsbezirke. Bis zur Landtagswahl 2006 war hierfür die Rangfolge der absoluten Stimmen maßgeblich, was häufig kritisiert wurde, da diese Regelung große Wahlkreise begünstigte und so Regionen mit überdurchschnittlichem Bevölkerungswachstum im Landtag überrepräsentiert waren. In den Jahren 2011–2021 wurde daher der Stimmenanteil in den Wahlkreisen als Kriterium herangezogen.
Das System machte es möglich, dass einer Partei, die alle Wahlkreise in einem Regierungsbezirk gewonnen hat, zusätzlich Zweitmandate zustanden. Diese wurden den Ersatzbewerbern der erfolgreichen Wahlkreiskandidaten zugeteilt. In der Vergangenheit wurden so für die CDU 1972 und 1976 August Entringer (1972 Wangen, 1976 Bodensee) sowie  1976, 1980 und 1984 Franz Baum (Biberach) in den Landtag gewählt.
Am 6. April 2022 hat der Landtag umfassende Änderungen am Landtagswahlrecht beschlossen. Neben der Senkung des aktiven Wahlalters auf 16 wurde darin die Einführung der Landeslisten und somit die Abschaffung der Zweitmandate festgelegt. Das Gesetz ist in Kraft getreten und wird somit bei der Wahl zum 18. Landtag Anwendung finden.